# Богородско-Уфимская икона Божией Матери

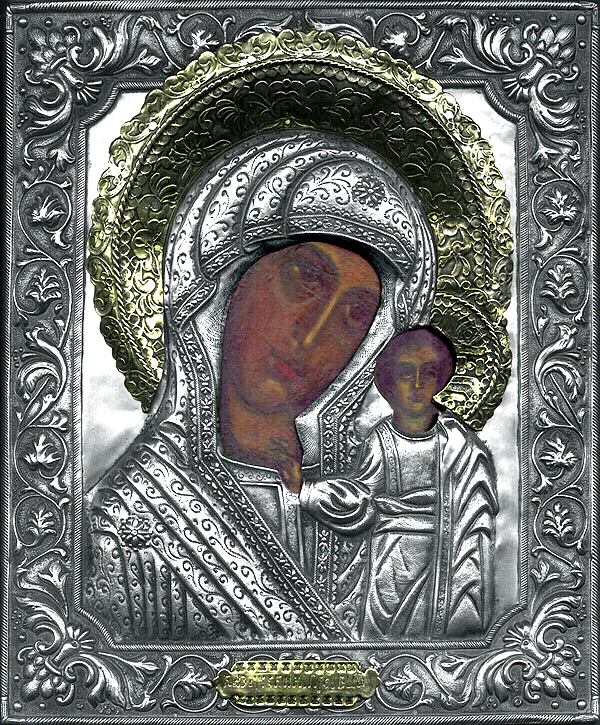
Богородско-Уфимская икона Божией Матери

Богоро́дско-Уфи́мская ико́на Бо́жией Ма́тери — почитаемая чудотворной икона Богородицы, явившаяся в селе Богородском (ныне район города Уфы). Иконографический тип — Одигитрия. Размер иконы 23×21 см.
По мнению специалистов, это список с Казанской иконы Божией Матери, и отличается от неё только более тёмным фоном.
С течением времени менялось название иконы: сначала именовалась «Казанской, явленной в селе Богородском», в XIX веке также Богородской Казанской или Богородской (по месту явления), с 1993 года — современное название.
Явление иконы произошло в 1621 году. В 1622 году ей был посвящён первый храм. 27 января 1993 года включена в святцы Русской православной церкви.

## Обретение иконы
Согласно одному из преданий, некоей девице во сне явилась Богородица и повелела ей идти на болото. Придя в указанному месту, она обрела икону Пресвятой Богородицы. Икона была подобной Казанской иконе. Когда девица возвращалась с обретенной иконой домой, её некоторое время сопутствовало сияние, которое исчезло лишь тогда, когда она вышла из болота и достигла сухого места, на котором новопоселенцы впоследствии построили храм в честь явленной иконы Божией Матери. К 1621 году икона прославилась как чудотворная:
По другому преданию, крестьянин Стефан, однажды по ложному доносу приговорённый к побитию розгами, не в состоянии перенести позор, решил пойти в лес и покончить жизнь самоубийством. Уже в лесу он был остановлен женским голосом, сказавшим: «Куда ты идешь? Воротись и скажи священнику и народу, чтобы взяли меня отсюда, ибо я спасу ваше село». Сбитый с толку услышанным, он вернулся домой. Но на другой день вновь отправился в лес с прежним намерением. И на этот раз на том же самом месте услышал тот же голос, но уже сказавший строже: «Иди, Стефан, скажи священнику и народу, что если не возьмут меня сейчас, то село сгорит, и вы погибнете». Удивлённый Стефан не знал, что делать, и тут в третий раз услышал те же самые слова, но сказанные совсем строго. Осмотревшись вокруг, он увидел над собой, в воздухе, сияющую икону Божией Матери.
Забыв о своём первоначальном намерении, крестьянин поспешно возвратился в село и рассказал обо всём священнику и народу. Ему не поверили, но ради любопытства пошли следом и узрели парящую в воздухе икону. Только после этих чудесных знамений до жителей дошло, что к ним пожаловала сама Богородица. Поспешно они вернулись в церковь и с иконами крестным ходом пошли в лес. Но несмотря на прилежные молитвы святая икона не давалась в руки. И только когда додумались обратиться к Стефану, образ Богородицы сошёл к нему на руки, давая понять о его невиновности и православные в благоговении вернулись в село. С тех пор оно стало называться Богородским.

## История почитания иконы
На месте явления иконы вскоре забил источник, ставший почитаться как целебный, а самой иконе стали приписывать многочисленные чудеса и помощь. Божия Матерь через свою чудотворную икону спасала село и город Уфу от эпидемий холеры и тифа, стихийных бедствий.
В 1674 году уже совершался крестный ход из села в г. Уфу.
В 1677 году икона по обету связанному со спасением села Богородского в период башкирских восстаний перенесена в Смоленский собор города Уфы. Однако, жители села поставили условие, что на день своего явления святыня будет приноситься обратно.
Благодаря этим событиям крестный ход сформировался в виде значительного религиозного праздника, проходившего в течение 2-х дней: он начинался 21 июля из Уфимского собора  после литургии с чудотворной Богородско-Уфимской иконой. Торжественное шествие двигалось 18 вёрст и вечером завершалось всенощным бдением в церкви села Богородского. Затем утром 22-го после литургии, которую обыкновенно возглавлял архиерей, крестный ход направлялся к часовне на месте явления чудотворной иконы. А вечером икону уносили обратно в Уфу.
В XVIII веке почитание иконы разрастается, чему способствует чудесное спасение села Богородского во время Пугачёвского восстания и самой Уфы. Причём повстанцы знали об Уфимской святыне. Так, на «круге» Чика — главарь осаждавших Уфу войск объявил, что «зароет в землю живым всякого, кто покусится хоть пальцем тронуть церковь, где находилась явленная икона Божией Матери».
В XIX веке икона становится епархиальной святыней. Перед нею зажигается неугасимая лампада. В 1816 году Марфа Жульбина жертвует первую серебряную ризу весом 84 фунта. В 1841 году освящается новый кафедральный собор, посвящённый Воскресению Спасителя, где обретает своё почётное место чудотворная икона в собственном приделе.
Однако крестный ход проводился не регулярно. Зачастую это было в виде компромисса между настойчивостью верующих и удобством причта кафедрального собора. Например, часто упоминается один из таких конфликтов, когда сельский диакон Богородской церкви в пылу споров якобы убил священника, сопровождавшего икону от собора, но в селе Богородском это событие верующие всегда отрицали. Имелись даже попытки прекратить совершение крестного хода. Так, Уфимский архиерей Августин (Сахаров) запретил крестный ход в 1806 году. Однако, после того как он был уволен на покой, крестный ход в 1819 году снова возродился.
С 1824 года икона Божией Матери многократно была переносима во многие окрестные деревни и села, однако без особого расписания.
В 1826 году по ходатайству Уфимского епископа Феофила (Кожемяченко) крестный ход получает первое Высочайшее утверждение. С 1834 года «в уважение к святыне» он сопровождается эскортом 12 казаков с урядником и офицером Уфимской Казачьей станции и 2-х жандармов под началом унтер-офицера. В 1848 году епископ Иоанникий (Образцов) засвидетельствовал совершением благодарственного молебна в соборе перед чудотворной иконой о многочисленных чудесах исцелений и помощи во время эпидемии холеры от святой иконы. Но несмотря на это, все ещё находились причины для отказа в совершении крестного хода. Так, жителям деревни Муравино, относящихся к приходу церкви села Шемяк (в 20 верстах от г. Уфы) после двукратного отказа, только на третий удалось получить разрешение от Уфимского епископа Иосифа (Богословского). По его же ходатайству появляется новое «Высочайшее соизволение Государя Императора» и ношение иконы стало распространяться в соседние уезды Уфимской губернии.
В 1858 году на многочисленные пожертвования была не только обновлена серебряная риза, но и сама икона была буквально усыпана алмазами, жемчугом и изумрудами.
С 1876 года по требованию жителей г. Уфы был выделен один месяц с первого воскресенья после Пасхи когда причт с иконой мог ходить по домам и храмам города.
В начале XX века крестный ход расширился практически на всю северную часть территории губернии. Состоял из трёх частей:
Первая продолжалась с 22 мая по 15 июля. За это время икона посещала Уфимский и Бирский уезды. График посещений был довольно плотным. Иногда за один день икона должна была посетить до 7-10 населённых пунктов, как это было, например 6 июля 1914 года, когда чудотворная икона должна была посетить 10 селений. Сёла не находились на одной дороге, и чтобы успеть их посетить, а также окружающие деревни и хутора, приходилось довольно быстро передвигаться по просёлкам.
Вторая часть посвящалась собственно г. Уфе и состояла из празднования явления чудотворной иконы и торжественного перенесения из Кафедрального собора в село Богородское на место её явления. Затем икона участвовала в престольном празднике Успенского Уфимского монастыря, когда 28 августа святую икону с крестным ходом носили из собора в Успенский монастырь.
Третья часть начиналась сразу после праздника Успения и простиралась до Благовещения уже следующего года. Это была самая продолжительная часть похода, который двигался по следующим основным направлениям: с. Охлебинино, с. Иглино, с. Богородское, Благовещенский завод, с. Николо-Березовка, г. Мензелинск, г. Елабуга, с. Бакалы, с. Дюртюли, с. Месягутово, Симский, Миньярский и Ашинский заводы.
К началу революции уже ни одно торжество будь оно гражданского или духовного характера не мыслилось без участия Богородско-Уфимской иконы.

## История иконы в советское время
В 1919 году из Уфы в село Богородское дважды проводился традиционный крестный ход. Сначала в мае — когда ещё в Уфе были белые, а затем, в июле хотя город уже захватили большевики. Тем не менее жители Уфы ежедневно молились перед иконой.
В 1920 году несмотря на массовые репрессии против духовенства и голод охвативший Башкирию крестный ход продолжался 21 июля в нём принимал участие священномученик епископ Симон (Шлеев).
Несмотря на обновленческий раскол крестный ход продолжался до 1924 года, когда НКВД попыталось прекратить эту традицию: Разрешалось перенесение иконы только с 21 по 22 июля в сопровождении всего пятеро человек, при этом запрещались даже краткие молебны в попутных деревнях. Однако верующим удалось отстоять и даже расширить крестный ход.
В 1926 году икона переходит к обновленцам и с 1927 года крестный ход по Башкирии не встречал препятствий со стороны НКВД.
В сентябре 1928 года НКВД пытается снова запретить крестный ход, сократив его продолжительность на один месяц. По требованию властей он проводятся «без церемоний», то есть без молебнов, встреч и проводов. Икона перевозится в карете и только внутри храмов позволялись торжественные встречи.
В марте 1933 года икона была реквизирована при закрытии обновленческой Вознесенской церкви.
Но память о ней сохранилась в народе и в 1990 году был освящён храм Богородско-Уфимской иконы Божией Матери в Уфе, а на месте явления иконы сооружена часовня и благоустроен святой родник. Возобновились и крестные ходы, вновь собирающие тысячи верующих.
По ходатайству Никона, Епископа Уфимского и Стерлитамакского и Приходского Совета Богородской церкви, с благословения Патриарха Московского и всея Руси Алексия II резолюцией от 27 января 1993 года Святая Богородская икона вновь занесена в списки чтимых икон Православной церкви, и Указом № 275 от 5 августа этого же года отдельно выделен день празднования этого чудотворного образа 6 (19) июля, как епархиальный Уфимский праздник.
В Уфимской Епархии имеются старинные и современные копии иконы. Ежегодный праздник в честь иконы до 30‑х года XX века отмечался 21 июля, с 1994 года — 19 июля. В 1993 году икона внесена в список общероссийских святынь.